# Карбышево I
Карбышево I — узловая железнодорожная станция Омского региона Западно-Сибирской железной дороги, находящаяся в городе Омске, к западу от реки Иртыш.

## Описание
На станции сходятся несколько железнодорожных линий. С западной стороны Транссибирская магистраль со станции Пламя (двухпутный перегон), линия Исилькуль — Карбышево I со станции Входная (двухпутный нулевой перегон), линия Карбышево I — Иртышское в виде соединительной ветви со станции Карбышево II (однопутный перегон с двусторонней автоблокировкой). Главный ход Транссиба продолжается на восток через реку Иртыш на станцию Омск-Пассажирский двухпутным перегоном. Самый южный из трёх железнодорожных мостов через Иртыш на четном пути находится в границах станции. Другой мост на нечетном пути принадлежит перегону Омск-Пассажирский — Карбышево I. Третий мост для движения не используется. На восточном берегу Иртыша на чётном пути находится удаленный стрелочный перевод, за которым лежат два перегона на Омск Пассажирский и на Московку. Грузовые поезда, следующие со станции Карбышево I в чётном направлении идут на Московку по грузовому обходу Омска, пассажирские идут на Омск-Пассажирский. Также к станции подходит большое количество подъездных путей с предприятий, в том числе и с левобережного порта Омска (Карбышево Перевалка). На станции имеется три парка путей. Парк «А» основной для отстоя грузовых поездов, электрифицирован. Парк «Б» на три пути с одним главным, электрифицирован. Парк «С» для отстоя грузовых составов со станции Карбышево перевалка.
На станции имеются пять главных путей. Первый и третий путь со станции Пламя. Второй и пятый пути со станции Входная. Четвёртый путь со станции Карбышево II.
С 2020 года на станции проходит отправка крупнотоннажных грузов. Важнейшая станция для региона дороги в плане отправки зерна, на ней организовываются составы для более быстрой доставки данных грузов на запад России.